# Carex repens
Carex repens — вид квіткових рослин родини осокових (Cyperaceae). Ареал: Європа (Австрія, Франція, Німеччина, Угорщина, Італія, Польща, Румунія).

## Екологія
Напівкриптофіт. Розмножується вегетативно; насіння утворюється рідко і не проростає. Росте на піщаних терасах.

## Біоморфологічна характеристика
Це рослина, яка досягає у висоту найчастіше 25–50, рідше до 90 см. Багаторічник, з довгими кореневищами завтовшки 2–2.5 мм. Стеблини тригранні, облистнені лише знизу. Листові пластинки мають ширину близько 2–3, рідко до 4 мм. Рослина однодольна, всі колосочки виглядають більш-менш однаково. Суцвіття найчастіше складається з 8–12 колосочків, вони довгасті, завдовжки близько 1–1.5 см. Нижні колосочки чисто жіночі, середні двостатеві (зверху чоловічі, знизу жіночі), верхні чоловічі. Оцвітина відсутня. Плід — коробочка завдовжки приблизно 4–5,5 мм, яйцювато-ланцетної форми, блідо-зелена, крилата по краях, на верхівці з довгим двозубим дзьобом. Цвіте в травні та червні.